# Alfred Ferraz
Pour les articles homonymes, voir Ferraz.
Alfred Ferraz, né le 17 juin 1907 à Saint-Chamond (Loire) et mort le 11 décembre 1989 à Pollionnay (Rhône), est un architecte français.

## Biographie
En 1923, il intègre l'École des Beaux Arts de Lyon puis il intègre l'école d'architecture de Lyon (où il suit les cours de Tony Garnier notamment).
Il participa en 1948 aux compétitions artistiques aux Jeux olympiques (section architecture).
Militant communiste, il fut brièvement maire de Saint-Chamond en 1944-1945 puis conseiller municipal de 1947 à 1959.
Il s'associa avec Lucien Seignol (en) avec qui il conçut plusieurs bâtiments. Entre autres :
- usine Sidhor à Besançon (Doubs) en 1947-48 ;
- réaménagement de la mairie de Saint-Bonnet-le-Château (Loire) ;
- hôtel de ville d'Unieux (Loire) en 1963 ;
- L'Esplanade, maison de la Culture à Saint-Étienne en 1968.